# Typ 98 320-mm-Mörser
Der Typ 98 320-mm-Mörser (jap. 九八式臼砲, Kyūhachi-shiki kyūhō, dt. „Typ 98 Mörser“) war ein Mörser, der vom Kaiserlich Japanischen Heer im Zweiten Japanisch-Chinesischen Krieg und im Pazifikkrieg von 1938 bis 1945 eingesetzt wurde. Die Bezeichnung Typ 98 deutet dabei auf das Jahr der Truppeneinführung, das Jahr Kōki 2598 bzw. 1938 nach gregorianischem Kalender, hin.

## Geschichte

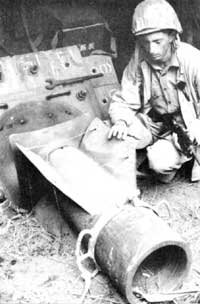
Ein Typ 98 320-mm-Mörser, der 1945 während der Schlacht um Iwojima von der US-Armee erbeutet wurde. Zu sehen ist ein auf dem Mörserrohr steckendes Geschoss, dessen obere Abdeckung fehlt.

Der Typ 98 320-mm-Mörser war ein sogenannter Spigot-Mörser, bei dem das Geschoss über das Mörserrohr gestülpt wurde. Er wurde 1938 im Kaiserlich Japanischen Heer eingeführt. Bedingt durch sein Gewicht von 1215 kg und seiner geringen Reichweite von 1200 m war der Mörser vorrangig für defensive Aufgaben geeignet und wurde hauptsächlich aus geschützten Stellungen eingesetzt. Das Mörserrohr und seine Geschosse konnten jeweils in einzelne Teile zerlegt werden und so von Soldaten transportiert werden. Der Abschusswinkel war starr auf 45° eingestellt und war auf eine Stahlplatte montiert. Eine unterschiedliche Reichweite konnte eingestellt werden, in dem das Geschoss tiefer (höhere Reichweite) oder höher (geringere Reichweite) auf das Mörserrohr gesteckt wurde. Eine andere Methode, die Reichweite zu variieren, war die Reduzierung der Treibladung. Nach fünf bis sechs Schüssen war das Abschussrohr nicht mehr einsatzfähig.
Der erste Einsatz des Typ 98 Mörsers erfolgte während der Schlacht um Singapur., kurz darauf während der Invasion der Philippinen. Erst Jahre später wurde der Typ 98 während der Verteidigung Iwojimas eingesetzt. Das 20. Selbstständige Mörser-Bataillon setzte zwölf Mörser ein, die durch die markanten Fluggeräusche der Geschosse von den US-Soldaten Screaming Jesus (dt. etwa schreiender Jesus) genannt wurden.
Einige Monate später wurden Typ 98 auch während der Schlacht um Okinawa eingesetzt.
Es wurden 1200 Geschosse für den Typ 98 Mörser hergestellt.

## Technische Daten
- Kaliber: 320 mm
- Geschützlänge: 1,217 m
- Höhenrichtbereich: +45°
- Geschützgewicht: 1215 kg
- Geschossgewicht: 300 kg
- Mündungsgeschwindigkeit V0 = 110 m/s
- Maximale Reichweite: 1200 m

## Sonstiges
In dem Film Letters from Iwo Jima (Regie: Clint Eastwood) sieht man Geschützbedienungen einer Typ-98-Batterie beim Abschuss der Waffe.